# Idioma polabo

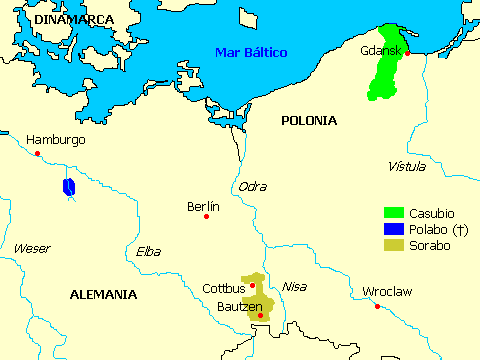
Área del polabo antes de extinguirse, y de otras dos lenguas eslavas occidentales minoritarias.

El idioma polabo fue una lengua eslava, de la rama eslavo-occidental. Se hablaba en la zona nororiental de la actual Alemania y la noroccidental de Polonia, desde el del río Elba hasta la desembocadura del Vístula. Su último hablante nativo murió en 1756, en el nordeste de la actual Baja Sajonia.
Polabo hace referencia a las tribus eslavas asentadas junto al río Elba, y el origen de la palabra está en el nombre de dicho río (Labe, en idioma checo, Łaba, en idioma polaco).

## Comparación léxica
| Español     | Polabo              | Polaco   | Bajo sorabo | Alto sorabo  | Checo  | Ruso              |
| ----------- | ------------------- | -------- | ----------- | ------------ | ------ | ----------------- |
| 'agua'      | wôda                | woda     | woda        | woda         | voda   | voda (вода)       |
| 'humano'    | clawak, clôwak      | człowiek | cłowjek     | čłowjek      | člověk | čelovek (человек) |
| 'mano'      | ręka                | ręka     | ruka        | ruka         | ruka   | ruka (рука)       |
| 'hermano'   | brot                | brat     | bratš       | bratr        | bratr  | brat (брат)       |
| 'hermana'   | sestra              | siostra  | sotša       | sotra        | sestra | sestra (сестра)   |
| 'día'       | dôn                 | dzień    | źeń         | dźeń         | den    | denʲ (день)       |
| 'atardecer' | vicer               | wieczór  | wjacor      | wječor       | večer  | véčer (вечер)     |
| 'verano'    | lato                | lato     | lěśe        | lěćo         | léto   | leto (лето)       |
| 'otoño'     | prenja zaima, jisin | jesień   | nazymje     | nazyma       | podzim | osenʲ (осень)     |
| 'invierno'  | zaima               | zima     | zymje       | zyma         | zima   | zima (зима)       |
| 'fuego'     | widin               | ogień    | wogeń       | woheń        | oheň   | ogonʲ (огонь)     |
| 'nieve'     | sneg                | śnieg    | sněg        | sneh         | sníh   | sneg (снег)       |
| 'pez'       | ryba                | ryba     | ryba        | ryba         | ryba   | ryba (рыба)       |
| 'viento'    | wjôter              | wiatr    | wětš        | wětřik, wětr | vítr   | véter (ветер)     |

## Literatura
- Reinhold Olesch: Thesaurus linguae Dravaenopolabicae. (Diccionario latino-polabo). Böhlau, Köln und Wien 1983-1987.
- August Schleicher: Laut- und Formenlehre der polabischen Sprache (Aprendizaje de la lengua polaba). Kaiserliche Akademie der Wissenschaften (Academia Imperial de Ciencias), Sankt Petersburg 1871.
- Johann Parum Schultze; Reinhold Olesch (Hrsg.): Fontes linguae Dravaenopolabicae minores et Chronica Venedica J. P. Schultzii. (Fuentes en lenguas dravenopolabas menores y crónica venda o soraba). Böhlau, Köln und Graz 1967
- Christian Hennig von Jessen: Vocabularium Venedicum (Vocabulario vendo o sorabo) (1705).

- Datos: Q36741
- Multimedia: Polabian language / Q36741